# Lluís Quer i Boule
Lluís Quer i Boule (Reus, 28 de desembre de 1883 - Madrid, 26 d'agost de 1968) va ser un escriptor i diplomàtic català, fill de Lluís Quer Cugat i net de Josep Boule i de Jaume Quer.

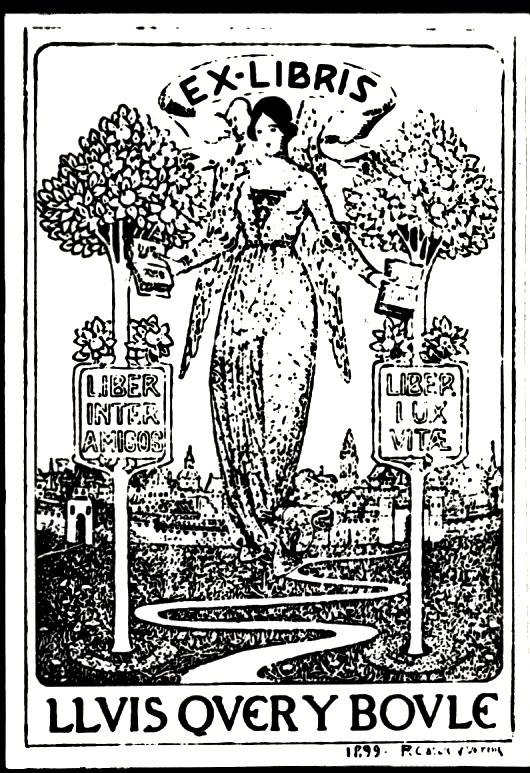
Ex-libris de Lluís Quer i Boule dibuixat per Ramon Casals i Vernis

Va viure de petit a la Casa Quer al camí de l'Aleixar, una casa setcentista avui desapareguda. Estudià Dret a la Universitat de Barcelona i ingressà a la carrera diplomàtica el 1911, amb l'ajuda i el patrocini del cardenal Benlloch, llavors bisbe d'Urgell, que li va ser padrí de fonts i era un dels personatges més influents d'aquell temps. Va ser agregat diplomàtic a l'ambaixada d'Espanya a la Santa Seu, i en 1914 a la legació de Berna, on hi tornà el 1929 com a encarregat de negocis. Treballà a la Societat de Nacions en la defensa dels presos i ferits de la Primera Guerra Mundial. El 1925, després d'una curta estada a Sofia, va prendre part de nou a les sessions de la Societat de Nacions. Ministre plenipotenciari i cònsol general a Costa Rica el 1931, ambaixador extraordinari de la República Espanyola en la presa de possessió del president Cárdenas a Mèxic el 1934 i primer secretari de l'ambaixada d'Espanya a Berlín el 1936. El 1940 va ser depurat i separat del servei actiu. Va aconseguir un càrrec burocràtic al Ministeri d'Afers Exteriors i anà a viure a Madrid, on va fundar dues associacions, una sota el nom del cardenal Benlloch destinada a patrocinar estudis sobre el llevant espanyol i l'altra amb el de Marià Fortuny, per difondre l'art d'aquest pintor reusenc. D'aquesta època data la seva gran amistat amb Marià Benlliure, que li va fer un bust. Lluís Quer i Boule estava en possessió de diferents condecoracions, entre d'altres, la Gran Creu del Mèrit Civil, la d'Isabel la Catòlica i la de Carles III, i altres atorgades per la Santa Seu, Itàlia, Hongria, Anglaterra, Portugal, Bèlgica, Romania, Sèrbia, França i Grècia.
Publicà diversos llibres sobre la seva experiència diplomàtica, per exemple Apuntes hispano-suizos i Suiza y el progreso social (Madrid 1931), informes diplomàtic-comercials també sobre Suissa, dels anys 1920, 1930 i 1932 i uns fullets d'exaltació hispànica El gran Adelantado Vázquez de Coronado, fundador de Costa Rica (San Sebastián 1934) i El cardenal Benlloch, embajador en Hispanoamérica (San Sebastián 1930). Col·laborà també a diverses publicacions reusenques, com ara La Nova Cathalunya i Lo Somatent.